# Malossi
Malossi è un'impresa italiana con sede a Calderara di Reno (BO) attiva nel campo dei motori e specialmente nel settore della componentistica per moto e ciclomotori.
Ha circa 50 dipendenti e la sede dell'azienda è sviluppata su una superficie di 37 000 m².

## Mercato
La Malossi produce parti speciali per motori a due e quattro tempi.

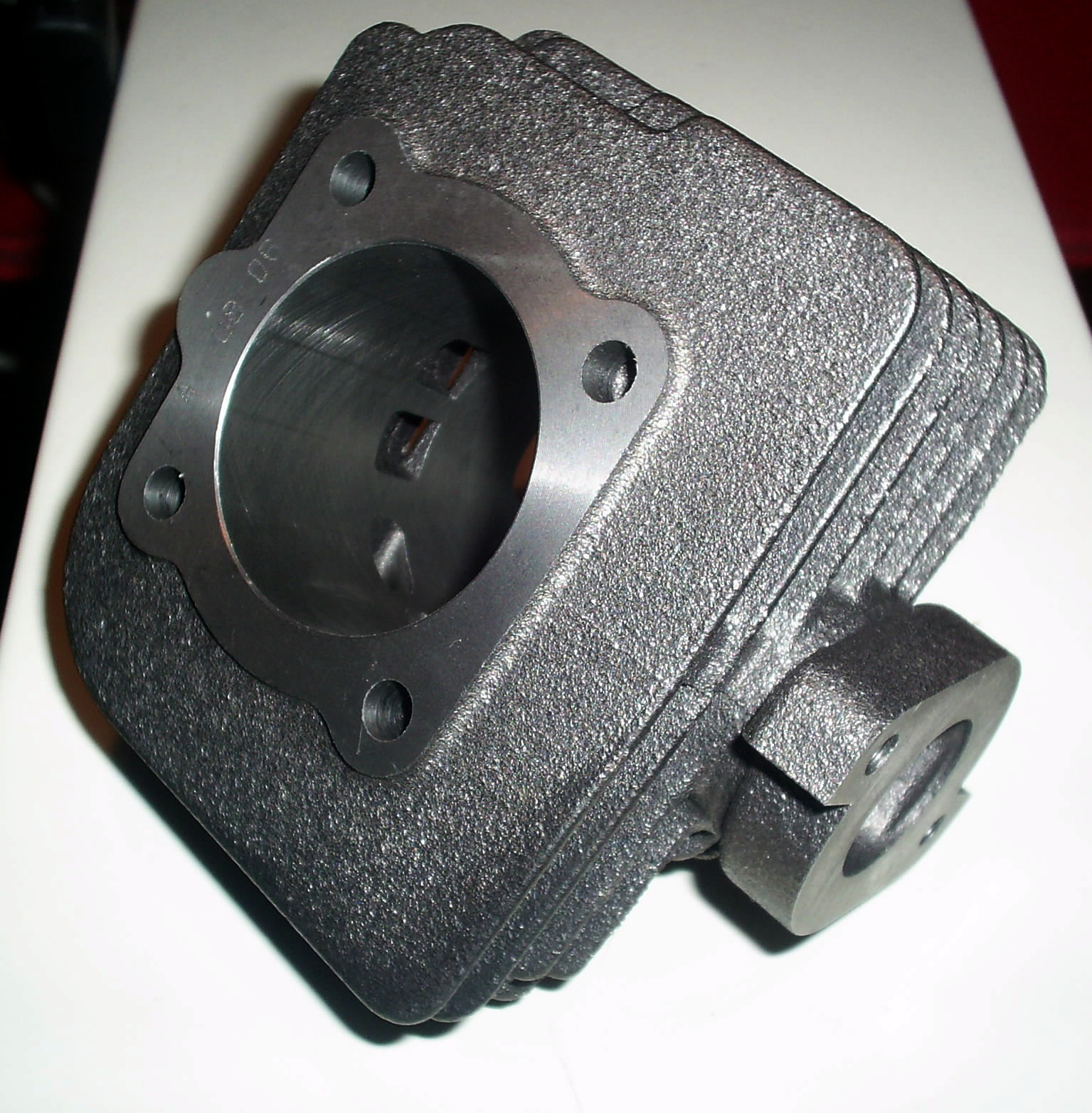
Cilindro da 70 cm³ prodotto dalla Malossi

Dal 1957, anno in cui fu realizzato il primo prodotto (un fermo ghiera per carburatore), si è sviluppata tecnicamente e commercialmente.
La distribuzione dei prodotti Malossi oggi avviene in oltre 100 paesi.

### Prodotti
La Malossi produce svariati ricambi post-vendita per ciclomotori, motocicli e tricicli leggeri
Gli svariati componenti sono distinguibili in varie categorie le quali, anche se non ufficiali, sono date per tali vista la loro diffusione nella comunità motoristica.
Il gruppo "base" consiste in componenti per elaborazioni leggere come ad esempio il gruppo termico "Malossi sport"
Il gruppo "intermedio" invece garantisce prestazioni superiori ai componenti del gruppo base mantenendo ugualmente una buona affidabilità. Un esempio noto è il gruppo termico "Malossi MHR Replica"
Il gruppi "trofeo ed over-trofeo" sono invece i top di gamma nell'ambito delle elaborazioni, ad esempio il 7t e il Big Bore 77 e 86. Garantiscono prestazioni elevatissime a discapito dell'affidabilità e dei consumi.
Inoltre, Malossi è noto produttore di scarichi: MHR For Race Only, soprannominata 'Curva Bassa', perfetta per il gruppo termico MHR Replica e MHR Team, detta 'Curva Alta', nata per essere accoppiata al GT MHR 7t.
Nella linea di prodotti sono presenti anche componenti omologati od omologabili, un esempio è lo scarico per ciclomotori 50 cm³ "MHR Replica" e le forcelle anteriori/posteriori F32 e RS24.
Esiste un'ulteriore linea di prodotti specifici per la sicurezza di guida, ovvero "Malossi Safety Line". Componenti quali pastiglie, dischi per freno, forcelle e altre importanti parti speciali per la sicurezza.